# Chapada Gaúcha
Chapada Gaúcha est une municipalité brésilienne de l'État du Minas Gerais et la microrégion de Januária.